# Bayergorgia
Bayergorgia is een geslacht van neteldieren uit de klasse van de Anthozoa (bloemdieren).

## Soort
- Bayergorgia vermidoma Williams & Lopez-Gonzalez, 2005